# Öster-Rudsjön
Öster-Rudsjön är en sjö i Strömsunds kommun i Ångermanland och ingår i Ångermanälvens huvudavrinningsområde. Sjön har en area på 1,72 kvadratkilometer och ligger 246 meter över havet. Sjön avvattnas av vattendraget Rudsjöån.

## Delavrinningsområde
Öster-Rudsjön ingår i det delavrinningsområde (708049-151516) som SMHI kallar för Utloppet av Öster-Rudsjön. Medelhöjden är 272 meter över havet och ytan är 18,72 kvadratkilometer. Det finns inga avrinningsområden uppströms utan avrinningsområdet är högsta punkten. Rudsjöån som avvattnar avrinningsområdet har biflödesordning 4, vilket innebär att vattnet flödar genom totalt 4 vattendrag innan det når havet efter 179 kilometer. Avrinningsområdet består mestadels av skog (62 procent) och sankmarker (15 procent). Avrinningsområdet har 2,04 kvadratkilometer vattenytor vilket ger det en sjöprocent på 10,9 procent.